# Dare Vršič
Dare Vršič (ur. 26 września 1984 w Podčetrtku) – słoweński piłkarz występujący na pozycji pomocnika. Od 2014 jest zawodnikiem klubu NK Maribor.
Karierę zaczynał w NK Mura. Następnie w latach 2003–2005 był zawodnikiem NK Celje. W 2005 roku przeszedł do słowackiego MŠK Żylina. W latach 2007–2010 grał w rumuńskim FC Timiszoara. W sezonie 2008/2009 wraz z klubem świętował wicemistrzostwo Rumunii. W 2010 roku przebywał na wypożyczeniu w FC Koper. W sierpniu tego roku włodarze Timiszoary rozwiązały z nim kontrakt i stał on się wolnym zawodnikiem. W styczniu 2011 roku podpisał kontrakt z Olimpiją Lublana. W 2012 roku przeszedł do Austrii Wiedeń. W 2014 roku przeszedł do NK Maribor.